# Gentaro Yoshida
Gentaro Yoshida (japanisch 吉田 源太郎 Yoshida Gentaro; * 26. Oktober 2000 in der Präfektur Osaka) ist ein japanischer Fußballspieler.

## Karriere
Gentaro Yoshida erlernte das Fußballspielen in der Schulmannschaft der Kagawa Nishi High School sowie in der Universitätsmannschaft der Shikoku Gakuin University. Am 29. April 2022 wurde er von der Universität an den Drittligisten Kamatamare Sanuki ausgeliehen. Sein Drittligadebüt für den Verein aus Takamatsu gab Gentaro Yoshida am 15. Mai 2022 (9. Spieltag) im Auswärtsspiel gegen Tegevajaro Miyazaki. Hier wurde er nach der Halbzeitpause für Ryōto Kamiya eingewechselt. Das Spiel endete 0:0. 2022 bestritt er für Kamatamare 14 Ligaspiele. Nach der Ausleihe wurde er am 1. Februar 2023 fest von Sanuki unter Vertrag genommen. Nach zwei Spielzeiten, in denen er 68 Drittligaspiele bestritt, wechselte er im Januar 2025 zum Zweitligisten JEF United Ichihara Chiba.